# Isabelle Vaughn
Isabelle Bristow Vaughn es la hija de los agentes de la CIA Sydney Bristow y Michael Vaughn en la serie de televisión estadounidense Alias. Isabelle está interpretada por la joven actriz Julia Di Angelo
La noticia del embarazo de Sydney es revelado en el primer capítulo de la quinta temporada poco después de que Sydney y Vaughn estén implicados en un accidente del coche cerca de Santa Bárbara, California y que Vaughn sea misteriosamente secuestrado.
El nacimiento de Isabelle tuvo lugar durante una misión en Vancouver, con la ayuda de su abuela materna, Irina Derevko, en el episodio 99 de la serie, " Instinto Maternal ".
Una vez segura en casa, el bienestar de Isabelle es asegurado no solo por su madre y su abuelo Jack Bristow, sino también por especialistas dentro de la CIA 
Varios años después Sydney y Vaughn están semirretirados de la CIA, se muestra a Isabelle felizmente jugando en una zona frente a la playa en casa con sus padres y el hermano más joven, Jack, un tocayo de su abuelo materno. Ella está feliz por la visita de " el Tío Dixon. " Mientras Dixon habla de un asunto de la CIA con los padres de Isabelle, ella se aleja rápidamente a ordenar su habitación para guardar sus juguetes en su sitio.
Entre los juguetes se encuentra una especie de bloque rompecabezas, el mismo que se usaba como indicador por el abuelo de Isabelle, Jack, para evaluar agentes en potencia durante el Proyecto Navidad. Como su madre, Isabelle instintivamente monta el rompecabezas, sugiriendo la inteligencia y razonando las habilidades que la harían de Isabelle una gran agente en su día. Pero a diferencia de su madre, Isabelle no muestra el rompecabezas terminado y en cambio lo derriba de un golpe. El momento sugiere que Isabelle tendrá la vida "normal" que no tuvo su madre.
- Datos: Q8273584